# Carl Gewis
Carl Gewis (* 20. Dezember 1865 in Konstantinopel; † 2. Oktober 1932) war ein Fabrikant in Gablonz. Er war der Begründer der Gablonzer Firma Zelluloid- und Metallwaren-Fabriken Carl Gewis.

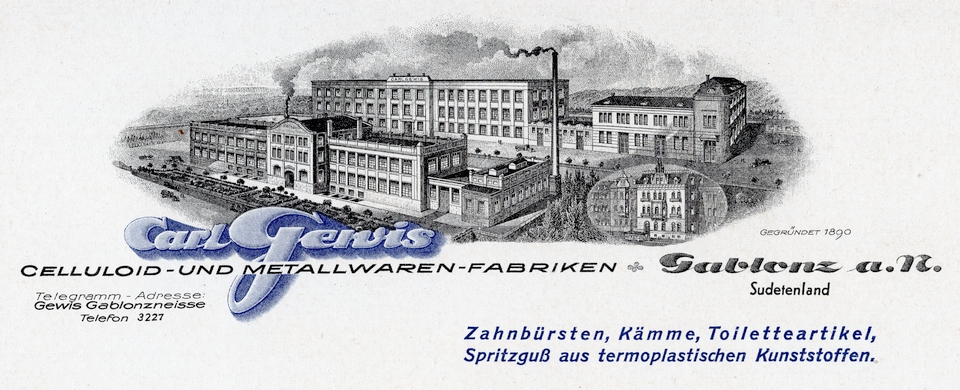
Visitenkarte von Carl Gewis

## Leben und Wirken
Carl Gewis errichtete um 1890 in Gablonz (Sudetenland) eine Werkstatt für Schwarzschmuck-Bijouterie (gekitteter Schmuck). Um 1900 begann er, den neuen Kunststoff Zelluloid in die Gablonzer Schmuckwarenindustrie aufzunehmen. Da die räumlichen Bedingungen des sich rasch entwickelnden Betriebs nicht ausreichten, wurde im Jahre 1906 am Stadtrand eine eigene Fabrik gebaut. Nach Fertigstellung des 1914 begonnenen Erweiterungsbaus oberhalb der alten Fabrik stellte die Firma den größten Betrieb der Gablonzer Kunststoffwarenproduktion dar.
Nach seinem Tod wurde die Firma von seinen Söhnen Josef und Max bis 1946 weitergeführt.

## Produkte der Firma
Die Firma produzierte Produkte aus Zelluloid und später auch Kunsthorn, Kunstharz und Polystyrol:
- Hut- und Kleiderschmuck
- Kämme, Zahnbürsten, Toilettenartikel
- Produkte für den Export nach Afrika und Indien
- technische Artikel

Die nach der Enteignung 1946 in tschechischer Hand weiterbetriebene Firma produzierte unter dem Markennamen Gewis unter anderem Modelleisenbahnen in der Spur 00, die sich konstruktiv an das Trix-Express-System anlehnten. Es gab eine Elektro-Lokomotive und einen Triebwagen, beide mit Kunststoffgehäuse. Es wurden Fahrwerksteile verwendet, die auf Gussformen der Trix Express-Vorkriegs-Produktion basierten.